# The Rugby Championship 2013
Il Rugby Championship 2013 (in inglese 2013 Rugby Championship) fu la 2ª edizione del torneo annuale di rugby a 15 tra le squadre nazionali di Argentina, Australia, Nuova Zelanda e Sudafrica nonché la 18ª assoluta del torneo annuale internazionale di rugby a 15 dell'Emisfero Sud.
Si tenne dal 17 agosto al 5 ottobre 2013 e fu vinto per la dodicesima volta dalla Nuova Zelanda.
A seguito di accordi commerciali di sponsorizzazione, in Argentina il torneo fu noto come 2013 Personal Rugby Championship, in Australia come 2013 Castrol Edge Rugby Championship, in Nuova Zelanda come 2013 Investec Rugby Championship e in Sudafrica come 2013 Castle Rugby Championship.
All'ultima giornata solo Sudafrica e Nuova Zelanda, separate in classifica da 5 punti, erano le uniche due pretendenti matematiche al titolo; l'incontro decisivo a Ellis Park vide gli All Blacks imporsi 38 a 27 in casa degli Springbok e aggiudicarsi incontro e titolo.
L'incontro d'apertura degli Springbok contro l'Argentina, inizialmente previsto a Bloemfontein, fu spostato al Soccer City Stadium di Soweto nel quadro di una giornata di festeggiamenti congiunti, che vedevano in tale stadio esibirsi anche la nazionale di calcio, in onore di Nelson Mandela; Johannesburg divenne così la prima città a ospitare con due stadi diversi le gare di una singola edizione del torneo.
Il valore delle marcature, come stabilito dall’IRFB nel 1992, era: 5 punti per ciascuna meta (7 se trasformata), 3 punti per la realizzazione di ciascun calcio piazzato, idem per il drop.

## Nazionali partecipanti e sedi
| Squadra       | Città                        | Impianto interno                                                                |
| ------------- | ---------------------------- | ------------------------------------------------------------------------------- |
| Argentina     | La Plata Mendoza Rosario     | Stadio Città di La Plata Stadio Malvinas Argentinas Stadio Lisandro de la Torre |
| Australia     | Brisbane Subiaco Sydney      | Lang Park Subiaco Oval Stadium Australia                                        |
| Nuova Zelanda | Auckland Hamilton Wellington | Eden Park Waikato Stadium Regional Stadium                                      |
| Sudafrica     | Città del Capo Johannesburg  | Newlands Stadium Ellis Park Soweto Soccer City Stadium                          |

## Risultati

### 1ª giornata
| Arbitro: | Craig Joubert |

|                                    |      |                                                         |
| Genia 38’ O’Connor 80’             | mt   | 3’, 57’, 72’ B. Smith 29’ Cruden 32’ McCaw 52’ C. Smith |
| Lealiʻifano 38’, 80’               | tr   | 3’, 29’, 52’ Cruden 72’ B. Barrett                      |
| Lealiʻifano 8’, 13’, 23’, 28’, 47’ | c.p. | 20’, 42’, 66’ Cruden                                    |

| Arbitro: | Chris Pollock |

| |      |                       |
| tecnica 29’ Engelbrecht 33’ A. Strauss 46’ Alberts 54’ de Villiers 56’ F. du Preez 63’ Habana 67’ Vermeulen 70’ B. du Plessis 74’ | mt   | 79’ F. Contepomi      |
| M. Steyn 29’, 33’, 46’, 63’, 67’, 70’, 74’ de Villiers 56’                                                                        | tr   | 79’ F. Contepomi      |
| M. Steyn 6’, 10’, 19’, 38’ | c.p. | 17’, 23’ F. Contepomi |

### 2ª giornata
| Arbitro: | Jaco Peyper |

|                                    |      |                          |
| B. Smith 27’, 40’                  | mt   | 71’ Folau                |
| Taylor 27’                         | tr   | 71’ Lealiʻifano          |
| Taylor 37’, 54’, 61’ Dagg 70’, 76’ | c.p. | 8’, 26’, 58’ Lealiʻifano |

| Arbitro: | Steve Walsh |

|                         |      |                                 |
| Leguizamón 2’ Bosch 36’ | mt   | 13’ B. Basson                   |
| F. Contepomi 2’, 36’    | tr   | 13’ M. Steyn                    |
| F. Contepomi 10’        | c.p. | 8’, 40’, 47’, 72’, 80’ M. Steyn |

### 3ª giornata
| Arbitro: | Jérôme Garcès |

|                                |      |                     |
| A. Smith 24’, 27’ J. Savea 54’ | mt   | 5’ Leguizamón       |
| Carter 24’, 54’                | tr   | 5’ N. Sánchez       |
| Carter 11’, 50’ B. Barrett 75’ | c.p. | 31’, 53’ N. Sánchez |

| Arbitro: | George Clancy |

|                                |      |                                                           |
|                                | mt   | 7’ Oosthuizen 61’ de Villiers 67’ Kirchner 69’ W. le Roux |
|                                | tr   | 7’, 67’, 69’ M. Steyn                                     |
| Lealiʻifano 10’, 23’, 44’, 53’ | c.p. | 14’, 29’, 35’, 50’ M. Steyn                               |

### 4ª giornata
| Arbitro: | Romain Poite |

|                                     |      |                           |
| Read 4’, 46’ Retallick 22’ Cane 68’ | mt   | 32’ du Plessis 76’ Lambie |
| Carter 4’ B. Barrett 22’, 46’       | tr   | 33’ M. Steyn              |
| Barrett 35’                         | c.p. | 9’ M. Steyn               |

| Arbitro: | Nigel Owens |

|                           |      |                    |
| Folau 28’                 | mt   | 65’ Leguizamón     |
|                           | tr   | 65’ Hernández      |
| Lealiʻifano 12’, 17’, 41’ | c.p. | 8’, 61’ N. Sánchez |

### 5ª giornata
| Arbitro: | Jérôme Garcès |

|                                            |      |                   |
| A. Strauss 12’ Kirchner 14’ W. le Roux 71’ | mt   | 77’ Feauai-Sautia |
| M. Steyn 12’, 14’                          | tr   |                   |
| M. Steyn 8’, 18’, 31’                      | c.p. | 6’ Lealiʻifano    |

| Arbitro: | Jaco Peyper |

|                                        |      |                                         |
|                                        | mt   | 22’ J. Savea 51’ Cane 55’, 79’ B. Smith |
|                                        | tr   | 55’ Cruden 79’ B. Barrett               |
| N. Sánchez 8’, 15’, 30’, 63’ Bosch 43’ | c.p. | 12’, 27’, 45’ Cruden                    |

### 6ª giornata
| Arbitro: | Nigel Owens |

|                                                |      |                                                      |
| Habana 17’, 19’ W. le Roux 46’ de Villiers 57’ | mt   | 11’ B. Smith 25’, 40’ Messam 60’ B. Barrett 64’ Read |
| M. Steyn 17’, 46’                              | tr   | 11’, 25’, 40’ Cruden 60’, 64’ B. Barrett             |
| M. Steyn 9’                                    | c.p. | 54’ B. Barrett                                       |

| Arbitro: | Wayne Barnes |

|                       |      |                                                                        |
| Bosch 36’ Landajo 48’ | mt   | 2’, 34’, 41’ Folau 32’ Ashley-Cooper 63’ Tomane 73’ Robinson 78’ Foley |
| N. Sánchez 36’, 48’   | tr   | 2’, 34’ Lealiʻifano 41’ Cooper 73’, 78’ Foley                          |
| N. Sánchez 28’        | c.p. | 24’, 30’ Lealiʻifano 55’ Cooper                                        |

## Classifica
| Pos | Squadra       | G | V | N | P | PF  | PS  | DP   | BMP | Pt |
| --- | ------------- | - | - | - | - | --- | --- | ---- | --- | -- |
| 1   | Nuova Zelanda | 6 | 6 | 0 | 0 | 202 | 115 | +87  | 4   | 28 |
| 2   | Sudafrica     | 6 | 4 | 0 | 2 | 203 | 57  | +146 | 3   | 19 |
| 3   | Australia     | 6 | 2 | 0 | 4 | 133 | 170 | −37  | 1   | 9  |
| 4   | Argentina     | 6 | 0 | 0 | 6 | 88  | 224 | −136 | 2   | 2  |